# (19113) 1981 EB33
A (19113) 1981 EB33 a Naprendszer kisbolygóövében található aszteroida. Schelte J. Bus fedezte fel 1981. március 1-jén.